# Löcknitz (Spree)
Die Löcknitz ist ein rechter Nebenfluss der Spree im Land Brandenburg mit einer Länge von gut 33 km. Das Quellgebiet der Löcknitz liegt im Landkreis Märkisch-Oderland westlich von Müncheberg. Ihr Einzugsgebiet beträgt 378 km², der mittlere Abfluss 1,7 m³/s.

## Verlauf
Die Löcknitz entspringt mit einem kleinen Tümpel beim Forsthaus Bienenwerder zwischen Müncheberg und dessen Ortsteil Hoppegarten. Der Oberlauf bis zum Maxsee wird auch als Hoppegartener Fließ bezeichnet. Nach dem Ausfluss aus dem Maxsee mündet von rechts nach 1,5 km der Stöbberbach, einen halben Kilometer weiter bei Kienbaum das Lichtenower Mühlenfließ, das zuvor vier Seen durchströmt hat, zuletzt den Liebenberger See. Von Kienbaum bis zum Grünheider Ortsteil Fangschleuse fließt die Löcknitz frei mäandrierend und hat auf mehr als 20 Kilometern, insbesondere im Naturschutzgebiet Löcknitztal, natürliche Uferstrukturen behalten. Bei Fangschleuse vereinigt sich die Löcknitz mit dem Nebenfluss Neue Löcknitz. Ab hier besteht der heutige Flusslauf aus dem Anfang des 20. Jahrhunderts zwischen Werlsee und Flakensee angelegten Löcknitzkanal. Das alte Flussbett ist hier nur noch in Resten erhalten. In den Flakensee mündet außerdem das Rüdersdorfer Mühlenfließ. Der unterste Teil der Löcknitz vom Flakensee bis zur Mündung in den Dämeritzsee der Spree wird auch Flakenfließ genannt. Über Spree, Havel und Elbe gelangt das Wasser aus der Löcknitz in die Nordsee.
Die drei Flusskilometer zwischen der Einmündung der Neuen Löcknitz, des Abflusses von Werlsee, Peetzsee und Möllensee bilden zusammen mit dieser die Bundeswasserstraße Löcknitz (Lö). Flakensee, „Flakenfließ“ und der Dämeritzsee bis zur Abzweigung des Gosener Kanals bei km −0,50 gehören mit zur Bundeswasserstraße Rüdersdorfer Gewässer.

## Zahlen
– Die Abflussmengen im Verlauf einerseits und die an der Mündung andererseits stammen aus verschiedenen Quellen und sind daher nicht vergleichbar. –
Gewässerlängen und Abflussmengen:
- Erster Zusammenfluss:
  - Löcknitz, ab Bienenwerder 8,08 km; Abfluss am Pegel Neue Mühle (37,3 m Ü. NHN) 0,15 m³/s[10]
  - Stöbberbach, ab Bahnbrücke im Roten Luch 9,74 km; Abfluss am Pegel Heidekrug 0,17 m³/s;[10]
- Zusammenfluss bei Kienbaum (36,6 m ü. NHN):
  - Löcknitz, ab Bienenwerder 8,73 km; mit Wasser des Stöbberbaches 0,32 m³/s
  - Lichtenower Mühlenfließ, ab Ruhlsdorfer See 22,865 km; Abfluss am Pegel Liebenberger See: 0,17 m³/s[10]
- Zusammenfluss bei Fangschleuse (nicht bei der Fangschleuse!):
  - Löcknitz, ab Bienenwerder 28,947 km, Abfluss 0,24 m³/s;[10]
  - Neue Löcknitz, einschließlich Möllensee 7,598 km, einschließlich dessen Zufluss 7,979 km
- Flakensee:
  - Löcknitz, ab Bienenwerder 31,92 km, bis zum Ausfluss: 32,36 km
  - Rüdersdorfer Mühlenfließ, ab Strausberg bis zu seiner Mündung 25,141 km, bis zum Ausfluss 26,49 km
- Dämeritzsee:
  - Löcknitz, ab Bienenwerder:33,281 km; 1,7 m³/s;[5]
  - Mündung in die Spree

Zwischen Kienbaum und Fangschleuse gibt es keine weiteren oberirdischen Zuflüsse. Die Zunahme des Durchflusses bei Fangschleuse, die im langjährigen Mittel liegt, erfolgt daher ausschließlich durch den Zustrom von Grundwasser.
| gesamt                   | 379 km² |
| Rüdersdorfer Mühlenfließ | 142 km² |
| Neue Löcknitz            | 48 km²  |
| Lichtenower Mühlenfließ  | 97 km²  |
| Stöbberbach              | 24 km²  |

## Nutzung
Auf dem untersten Flussabschnitt wurde schon in vorindustrieller Zeit Baumaterial von den Seen an der Neuen Löcknitz zur Spree und auf dieser nach Berlin transportiert. Um 1700 wurde bei Fangschleuse ein Wehr angelegt – nach dem die Siedlung heute heißt. Indem man das Wehr hin und wieder kurz öffnete, erzeugte man Flutwellen, die die Flößerei erleichterten. Später wurden auf Booten Ziegel befördert, gewonnen aus Tonlagern in der Buckower Rinne. Im Jahr 1902 richtete die Spree-Havel-Dampfschifffahrt-Gesellschaft Stern eine Personenschifffahrtslinie mit einem benzingetriebenen Motorboot ein. Die Anlage des Löcknitzkanals ermöglichte auch Verkehr mit größeren Kähnen, in dessen Folge heute die Bundeswasserstraße Löcknitz (Lö) unterhalten wird. Dass diese zum größeren Teil aus der Neuen Löcknitz besteht, wird von der Schifffahrtsverwaltung nicht begrifflich zur Kenntnis genommen.

## Geomorphologie

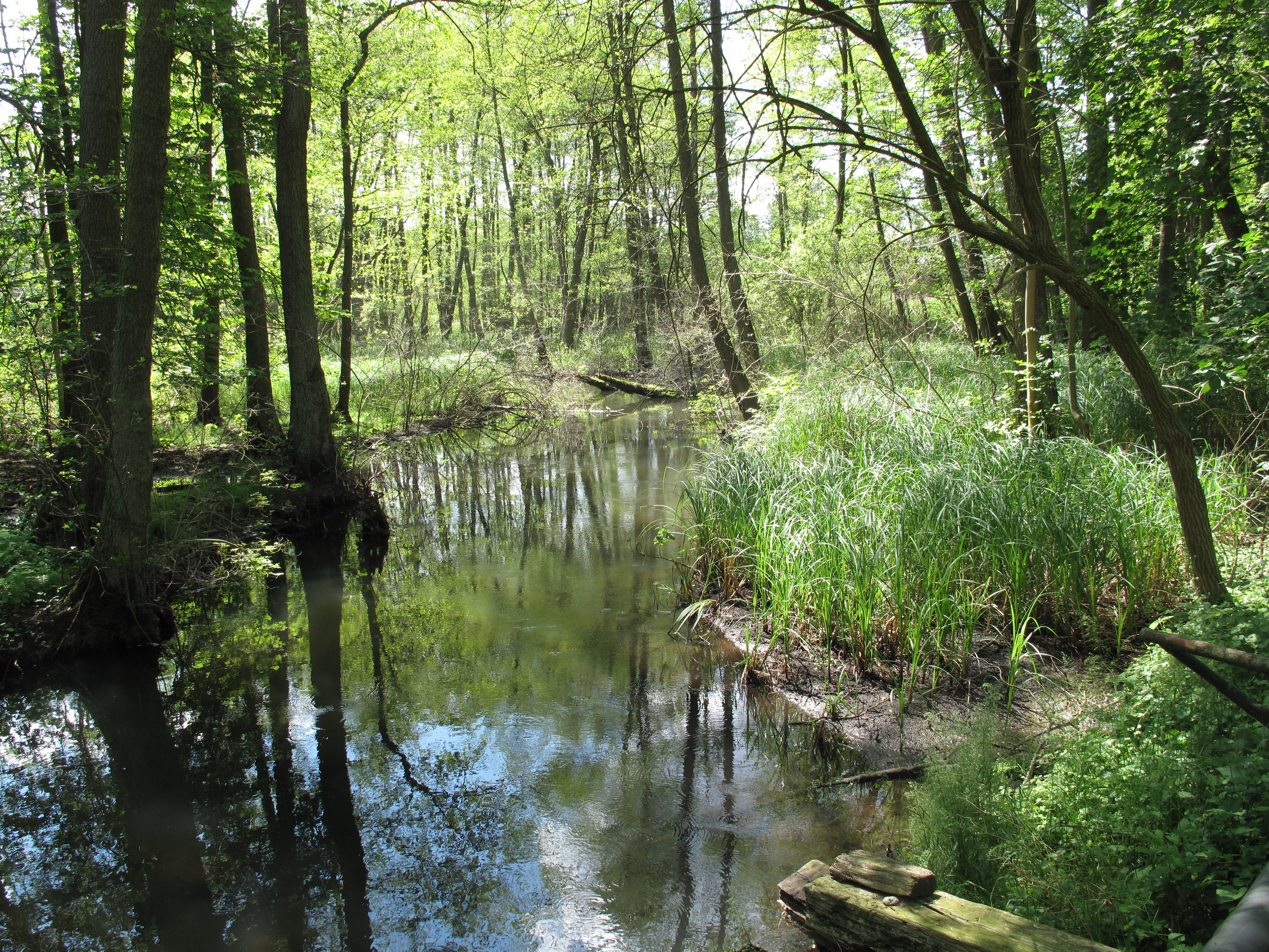
Löcknitz im Naturschutzgebiet Löcknitztal westlich des Kienbaumer Dorfkerns

Die Löcknitz durchfließt im Anschluss an den Stöbberbach den südwestlichen Teil einer glazialen Schmelzwasserrinne, der Buckower Rinne, auch Löcknitz/Stöbber-Rinne genannt.

## Ersterwähnungen und Etymologie
Die Fluss wurde, soweit bekannt, erstmals 1247 als Lokeniz erwähnt. Zwei Jahre später enthielt eine Urkunde die Bezeichnung Lecnici. Das Landbuch des Klosters Zinna verzeichnet das Gewässer 1471 als lokenitz. Mit dem Eintrag an der Löcknitz findet sich im Erbregister des Amtes Rüdersdorf 1652 erstmals die heutige Schreibweise. Der Name Löcknitz stammt aus der Slawischen Siedlungszeit. Er wird aus der altpolabischen Grundform Loknica zu lokno = Seerose abgeleitet.

## Die Löcknitz bei Fontane
Theodor Fontane beschrieb die Löcknitz in den Wanderungen durch die Mark Brandenburg (Band 4, Spreeland) 1882 wie folgt:

„Die Löcknitz ist eines jener vielen Wässerchen in unserer Mark, die plötzlich aus einem Luch oder See tretend, auf eine kurze Strecke hin einen Parkstreifen durch unser Sand- und Heideland ziehn. Keines unter all diesen Wässerchen aber ist vielleicht reizvoller und unbekannter zugleich als die Löcknitz, die, aus dem roten Luche kommend, in einem der Seen zwischen »Erkner« und den Rüdersdorfer Kalkbergen verschwindet. Immer dieselben Requisiten, gewiß; und doch, wer an dieser Stelle spätnachmittags an der Grenzlinie zwischen Wald und Wiese hinfährt, dem eröffnet sich eine Reihe der anmutigsten Landschaftsbilder. Hier dringt der Wald von beiden Seiten vor und schafft eine Schmälung, dort tritt er zurück und der schmale Wiesenstreifen wird entweder ein Feld oder das Flüßchen selber ein Teich, auf dem im Schimmer der untergehenden Sonne die stillen Nymphäen schwimmen. Dann und wann ein rauschendes Wehr, eine Sägemühle, dazwischen Brücken, die den bequemen Wald- und Wiesenweg vom rechten aufs linke und dann wieder vom linken aufs rechte Ufer führen. Selbst die Namen werden poetisch: Alt-Buchhorst und Liebenberg, Klein-Wall und Gottesbrück und der Werl- und Möllensee dazwischen. Unmittelbar dahinter aber beginnt wieder die Prosa und schon die nächste große Wasserfläche heißt der »Dämeritz«.“

## Trivia
Die Löcknitz-Grundschule in Berlin-Schöneberg trägt seit 1956 den Namen dieses Flusses. Damit sollte die emotionale Bindung zwischen (dem damaligen West-) Berlin und den umgebenden Brandenburgischen Landschaften aufgezeigt werden.